# Соломон (река)
Соломон (англ. Solomon River) — река в северной части штата Канзас, США. Левый приток реки Смоки-Хилл, которая наряду с рекой Репабликан является одной из составляющих реки Канзас. Составляет около 296 км в длину; площадь бассейна — 17 703 км².
Образуется при слиянии рек Саут-Форк и Норт-Форк, которые сливаются в месте водохранилища Уаконда, на северо-западе округа Митчелл. Обе реки берут начало на северо-западе штата Канзас. От слияния верховий река Соломон течёт преимущественно в юго-восточном направлении и впадает в реку Смоки-Хилл к югу от города Соломон, в округе Дикинсон. Города на берегах реки включают Каукер-Сити, Белойт и Миннеаполис.